# لالچونگنونگا
لالچونگنونگا (انگلیسی: Lalchungnunga؛ زادهٔ ۲۵ دسامبر ۲۰۰۰) بازیکن فوتبال است.
وی همچنین در تیم‌های ملی فوتبال زیر ۲۳ سال و بزرگسالان هند بازی کرده‌است.